# Robert Pugh
Robert Pugh (Glamorgan, 11 de outubro de 1950) é um ator galês, conhecido por suas muitas aparições na televisão, incluindo o papel de Craster na série da HBO, Game of Thrones.

## Filmografia
- Survivors: "Mad Dog" (1977)
- Danger UXB (1979)
- The Bill: Woodentop (1983)
- Amy (1984)
- Brookside (1985)
- Casualty (1986, 1987)
- Inspector Morse: "Absolute Conviction" (1992)
- Telltale (1993) como Billy Hodge
- Priest (1994) como Mr Unsworth
- Resort to Murder (1995)
- The Bill: "Powerless" (1995)
- Drovers' Gold (1997)
- Dangerfield: "Inappropriate Adults" (1997)
- The Lakes (1997–99)
- Silent Witness (1999)
- French and Saunders: "Witless Silence" (1999)
- Sword of Honour (2001) como Brigadier Ritchie-Hook
- In A Land Of Plenty (2001)
- Plots with a View (2002)
- Clocking Off (2002)
- Prime Suspect: "The Last Witness" (2003)
- Hustle (2004)
- New Tricks (2005)
- Agatha Christie's Marple: "A Murder is Announced" (2005)
- Shameless (2005)
- Prime Suspect: "The Final Act" (2006)
- Nuremberg: Nazis on Trial como Hermann Göring (2006)
- Longford (2006)
- Agatha Christie's Poirot: "Cards on the Table" (2006)
- Torchwood: "Adrift" (2008)
- Into the Storm (2009)
- Doctor Who: "The Hungry Earth" e "Cold Blood" (2010)
- Justice: "1.5" (2011)
- The Shadow Line (2011) como Bob Foster
- Midsomer Murders: "The Sleeper Under the Hill" (2011) como Caradoc Singer (2011)
- Shameless (2012)
- Game of Thrones como Craster (2012–2013)
- Henry IV, Part I (2012) como Glendower
- Murder: Joint Venture (2013) como DI Sheehy
- The White Queen (2013) como Baron Rivers
- Inspector George Gently: "Gently Between The Lines" (2014) como chefe Lewington
- Undeniable:  (2014) como Pete
- Common (2014) como Detective Inspetor Hastings
- Atlantis (2014) como Lord Sarpedon
- Doctor Foster (2015) como Jack Reynolds
- Mr Selfridge (2016) como Lord Wynnstay
- Damilola, Our Loved Boy (2016) como DCI Nick Ephgrave
- The Repair Shop (2018) narrador